# シャルロット・コルデー
マリー＝アンヌ・シャルロット・コルデー・ダルモン（フランス語: Marie-Anne Charlotte Corday d'Armont, 1768年7月27日 - 1793年7月17日）は、フランス革命においてジロンド派を擁護し、対立する山岳派のリーダーであったジャン＝ポール・マラーを暗殺した。シャルロット・コルデー（フランス語: Charlotte Corday）、また暗殺の天使の異名で知られる。

## 略歴

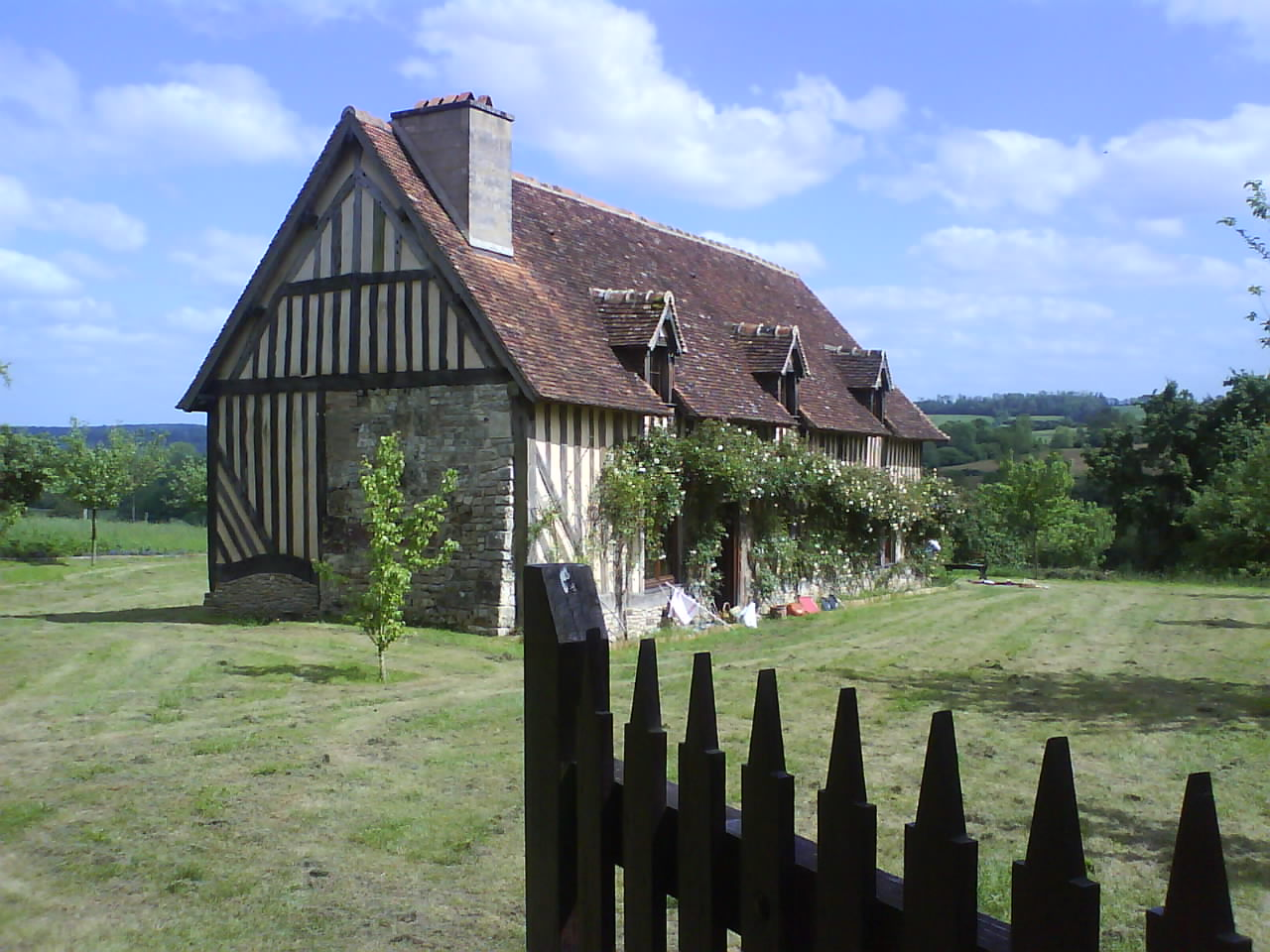
生家

三大古典詩人の一人、ピエール・コルネイユの子孫である貧乏貴族の娘として、ノルマンディーのエコルシェのサン＝サチュルナン＝デ＝リニュリ（Saint-Saturnin-des-Ligneries）で生まれたが、母と死別した13歳のときにカーンの修道院に入った。
ジャン＝ジャック・ルソーやヴォルテールなどの書物を読む物静かな女性であったと言われ、特にプルタルコスの『対比列伝』や、コルネイユの著作を好んだという。やがて、革命政府により修道院が閉鎖され、シャルロットは叔母のブルトヴィユ夫人のもとに身を寄せた。
シャルロットはフランス革命に夢中になったが、やがて過激に推進する山岳派を嫌悪し、山岳派との政争に敗れたジロンド派を支持するようになる。カーンに滞在中、パリでの抗争に破れ逃亡してきたジェローム・ペティヨン・ド・ヴィユヌーヴやシャルル・バルバルーらジロンド派議員との接触の後、ジロンド派のために山岳派のリーダーであったジャン＝ポール・マラーの殺害を計画した。
1793年7月9日、叔母の家からパリに単身上京して11日に到着した。7月13日、人民のために門戸を常に開いていたマラーを訪ね、彼らに対して陰謀が巡らされていると言って傍に近づいた。皮膚病を患っていたマラーは、浴槽からそれを聞いていたが、シャルロットは隠し持っていたナイフで胸を一突きした。マラーは「助けてくれ、親愛なる友よ！」（Aidez-moi, ma chère amie!）と叫んで絶命した。シャルロットはその場に居合わせた支持者らに取り押さえられて、国民衛兵により現行犯逮捕された。同日中にアベイ牢獄に収監され、公安委員会による尋問を受けた。
7月14日に国民公会は革命裁判所に調査をするように命じた。16日にコンシェルジュリーに移送された。7月17日に革命裁判所にて公判が開始された。裁判官にアントワーヌ・フーキエ＝タンヴィル、後にマリー・アントワネットの弁護人も務めるクロード・フランソワ・ショヴォー・ラガルドが官選弁護人として弁護に当たった。陪審員による評決で死刑と決まった。
公判終了後にシャルロットはコンシェルジュリーへ移送された。同日午後の強い太陽が照りつけるなか、死刑執行人であるシャルル＝アンリ・サンソンに連行され、パリ市庁舎からサントノレ通りをゆっくりと革命広場へ進み、ギロチンによって処刑された。
シャルロットは後にフランスの詩人のアルフォンス・ド・ラマルティーヌから暗殺の天使（フランス語: l'ange de l'assassinat）と呼ばれた。

## エピソード

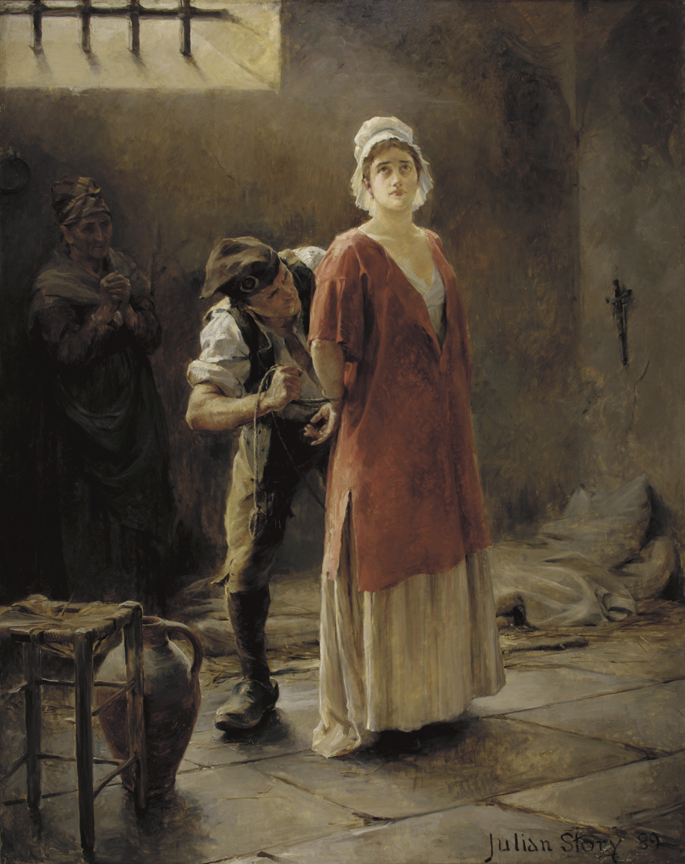
シャルロット（右）とサンソン。ジュリアン・ラッセル・ストーリー画。

- 処刑当日、死刑執行人シャルル＝アンリ・サンソンがシャルロットの手を後ろ手に縛ろうとすると、シャルロットは「マラーを殺した後も縛られましたが、とても乱暴な縛り方で手に傷がつきました。そうならないように、手袋をしてもよろしいでしょうか」とたずねた。サンソンが「大丈夫、私はまったく痛くないように縛ることが出来ますから」と答えると微笑んでおとなしく縄目を受けたという。
- 処刑場へ向かう護送車に同乗したサンソンは、回想録でこう語っている。「彼女を見つめれば見つめるほどいっそう強く惹きつけられた。それは、たしかに彼女は美しかったが、その美しさのせいではなく、最後の最後までなぜあのように愛らしく毅然としていられるのか信じられなかったからであった。」
- ギロチンによってシャルロットの首が切断されると、サンソンの弟子の一人がその首を掲げ、さらにその頬を平手打ちした。見物人たちはこの行為に憤慨し、シャルロットの頬が赤く染まり怒りの眼差しを向けるのを見たと証言する者もいた[3]。サンソンはこの弟子を即座に解雇した。

## ギャラリー

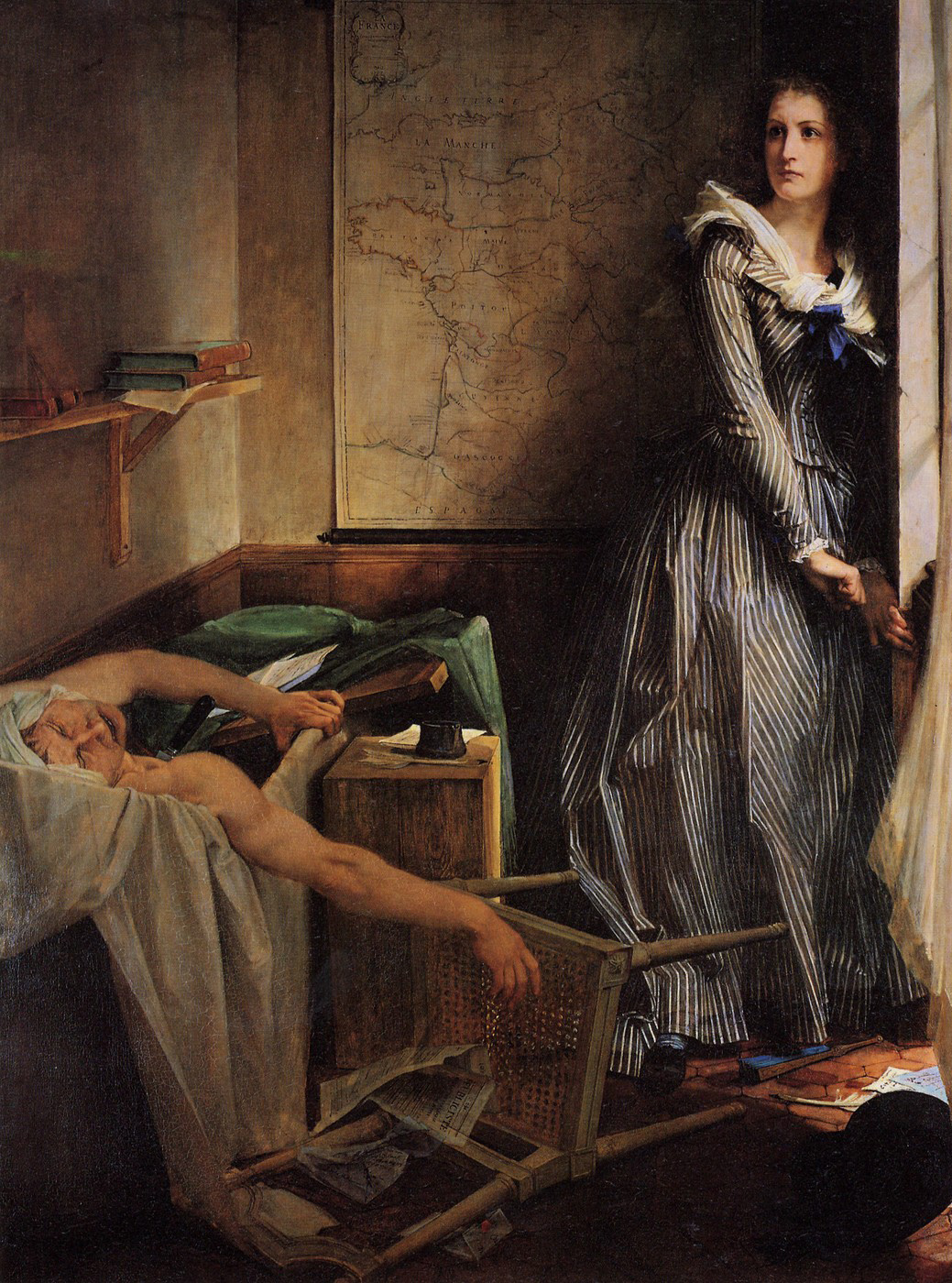
ポール・ボードリーによるシャルロット、左が暗殺されたマラー。1860年の作品。本作品の製作されたフランス第二帝政期には、マラーが革命期の非道な人物、シャルロットがフランス救国のヒロインとみなされており、背後のフランス地図と一体となるように描かれている。
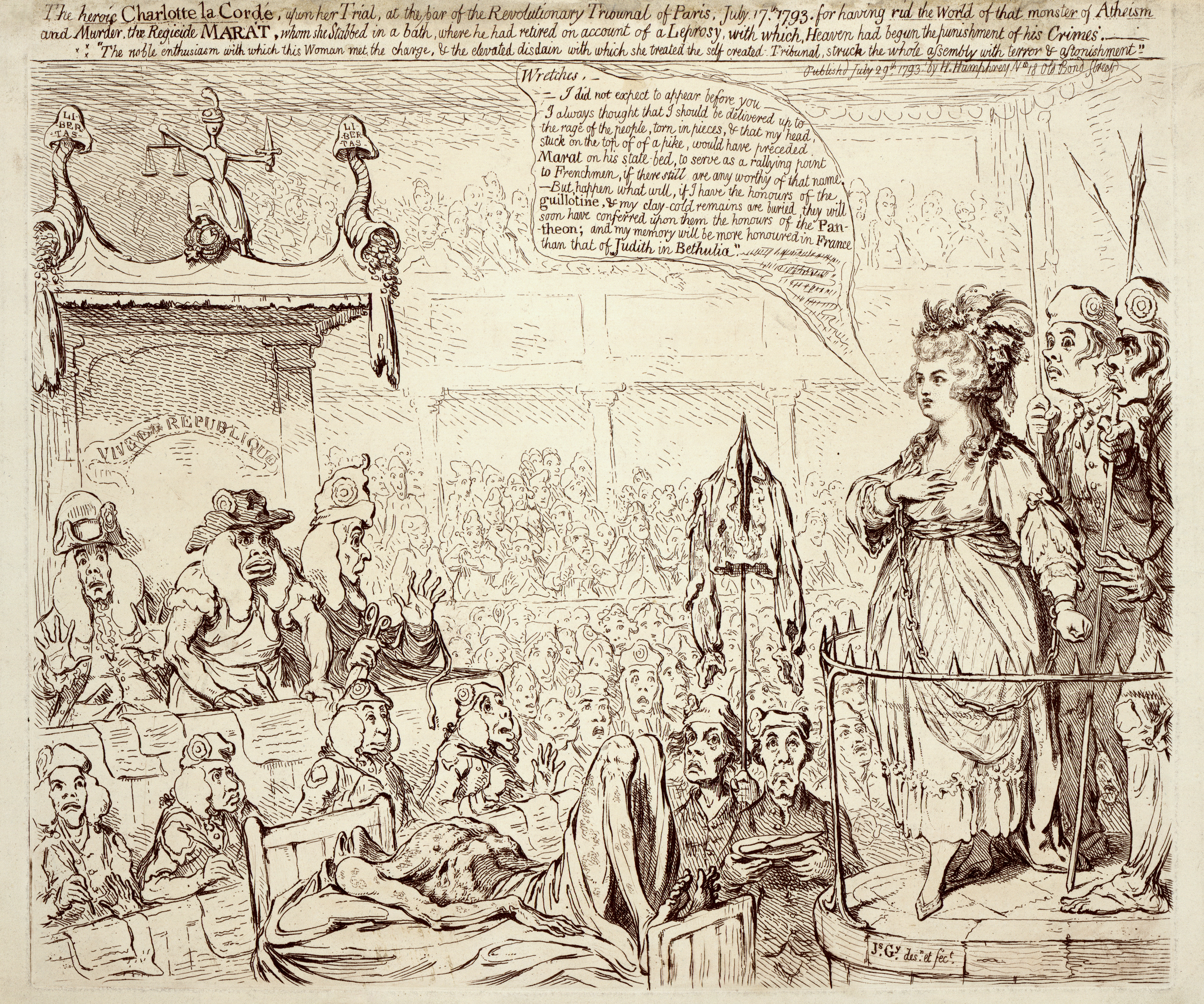
ジェームズ・ギルレイが描いた、シャルロットの裁判。裁判員らは猿のように描かれている
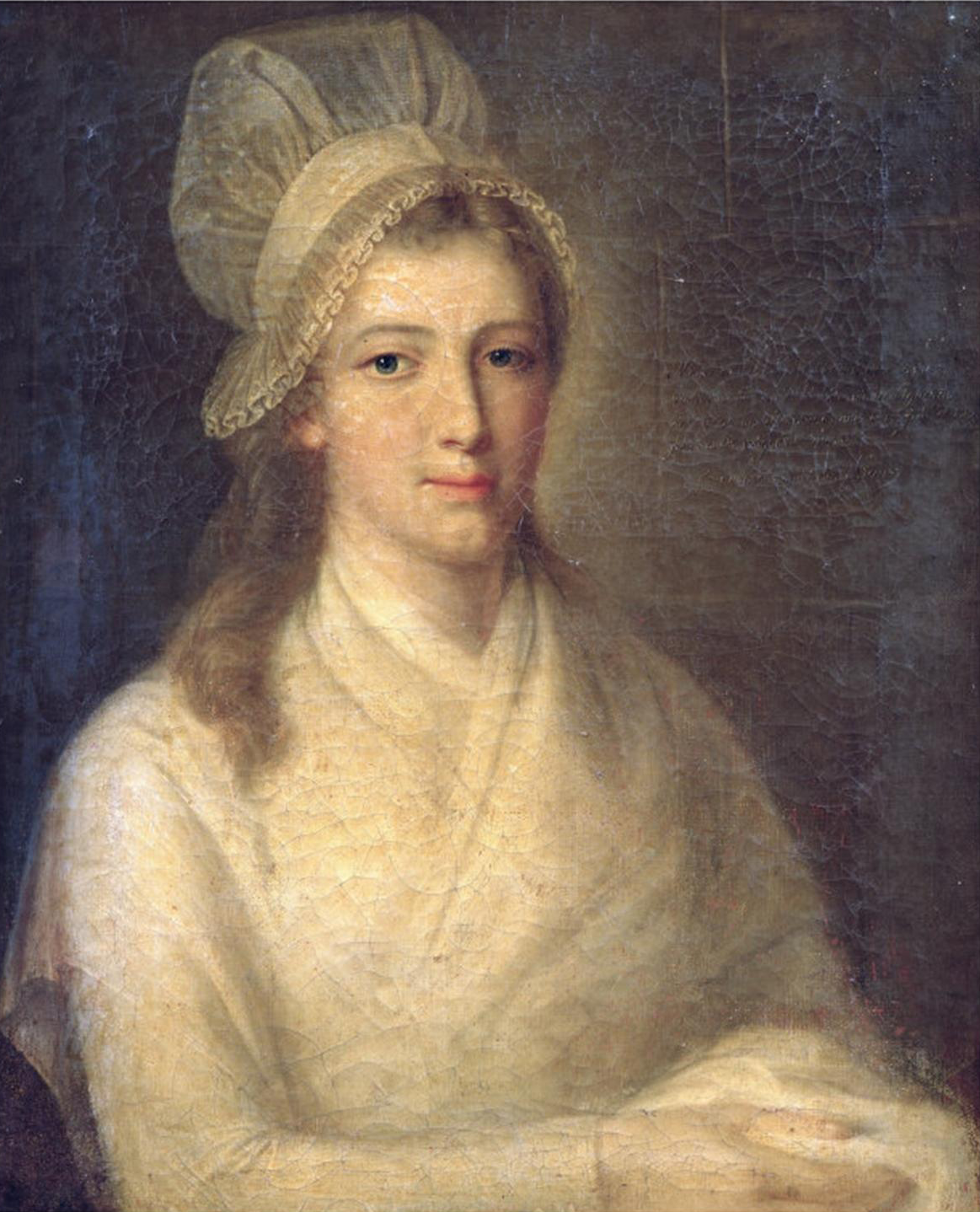
死刑執行前に描かれた肖像画（ジャン＝ジャック・アウエ 画）

## サブカルチャー

### 漫画
- 『リィンカーネーションの花弁』 - 日本のアクション漫画。シャルロット・コルデーの前世と能力を持つ人物が登場する。
- 『ダンス・マカブル ～西洋暗黒小史～』（KADOKAWA・メディアファクトリー、コミックヒストリア連載、作者：大西巷一）
- 『イノサン』-「イノサン Rouge」10巻に登場。

### ゲーム
- 『Fate/Grand Order』